# Riaz
Riaz (toponimo francese; in tedesco Zum Rad, desueto) è un comune svizzero di 2 627 abitanti del Canton Friburgo, nel distretto della Gruyère.

## Monumenti e luoghi d'interesse
- Chiesa cattolica di San Michele, eretta nel 1828[1].

## Società

### Evoluzione demografica
L'evoluzione demografica è riportata nella seguente tabella:
Abitanti censiti

## Economia
La località di Les Monts de Riaz è una stazione sciistica specializzata nello sci nordico.

## Amministrazione
Ogni famiglia originaria del luogo fa parte del comune patriziale che ha la responsabilità della manutenzione di ogni bene comune.